# Eudemão (retor)
Eudemão (em latim: Eudaemon; em grego: Ευδαιμων; romaniz.: Eudaimon) foi um retor romano do século IV, ativo na Diocese do Oriente. De acordo com as cartas de Libânio, exerceu seu retórica em Antioquia entre 355/356-358 em parceria com seu antigo pupilo Harpocrácio. Em 364, visitou Tarso para consultar o templo de Asclépio sobre o interesse de Libânio.